# Lordiphosa coei
Lordiphosa coei är en tvåvingeart som först beskrevs av Toyohi Okada 1966.  Lordiphosa coei ingår i släktet Lordiphosa och familjen daggflugor.
Artens utbredningsområde är Nepal. Inga underarter finns listade i Catalogue of Life.